# Arcturus acuticaudalis
Arcturus acuticaudalis är en kräftdjursart som beskrevs av Gurjanova 1933. Arcturus acuticaudalis ingår i släktet Arcturus och familjen Arcturidae. Inga underarter finns listade i Catalogue of Life.